# Víctor Cúnsolo

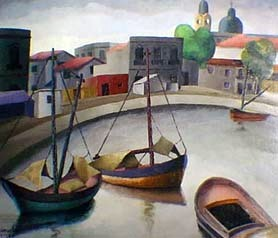
La Vuelta de Rocha (1929). Óleo sobre hardboard, 69 x 79 cm. Colección Museo Nacional de Bellas Artes, Buenos Aires.

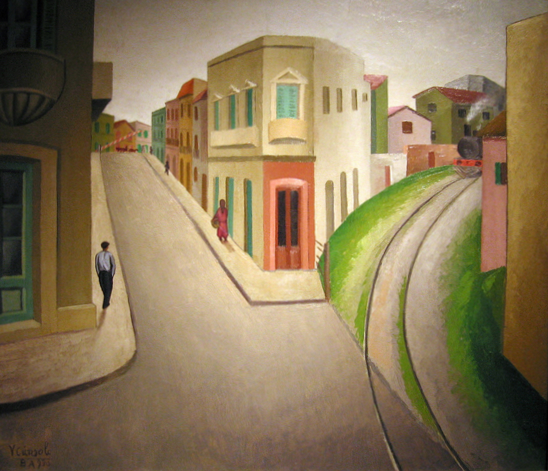
Calle Magallanes.

Víctor Juan Cúnsolo (Vittoria, provincia de Siracusa, Italia, 2 de abril de 1898 - Lanús, Buenos Aires, 10 de abril de 1937), fue un pintor ítaloargentino perteneciente a la «escuela de la Boca».
Su familia se radicó en Buenos Aires, Argentina en 1913. En 1918 inició sus estudios de pintura en la Academia de la Unione e Benevolenza y más tarde ingresó al taller «El Bermellón» donde pintaban Juan Del Prete, Víctor Pissarro, Salvador Calí y Guillermo Bottaro. En 1924 presentó por primera vez sus obras en el salón de la Mutualidad de Bellas Artes y tres años después realizó su primera exposición individual. En 1933 viajó a Chilecito, La Rioja donde permaneció tres años hasta su regreso a Buenos Aires en 1936. Expuso sus obras en certámenes municipales, provinciales y nacionales. Las temáticas principales son paisajes del barrio de La Boca, del puerto del Riachuelo y de la provincia de La Rioja.

## Obras
- 1920. La familia.
- 1922. Periferia.
- 1922. El taller.
- 1925. Mañana luminosa. En colección privada.
- 1927. Paisaje. En colección privada.
- 1928. La lectura o Retrato. En colección privada.
- 1929. La Vuelta de Rocha. En el Museo Nacional de Bellas Artes.
- 1930.  "Paleta del artista", dedicada a Constancio Fiorito.  En colección MOSE.
- 1930. Calle Magallanes. En el Museo Nacional de Bellas Artes.
- 1930. El puerto.
- 1930. La iglesia de la Boca. En la colección del Ministerio de Educación de la Nación.
- 1930. Naranjas y limones.
- 1931. Desde mi estudio. En colección privada.
- 1931. La Boca. En colección privada.
- 1931. Niebla en la isla Maciel. En colección privada.
- 1931. Tradición. En el Museo Provincial de Bellas Artes de La Plata.
- 1933. Paisaje de Chilecito.
- 1933. Paisaje nevado. En colección privada.
- 1935. Amanecer en Chilecito.
- 1935. Valles riojanos.
- 1936. Anochecer. En el Museo Nacional de Bellas Artes.